# 中华人民共和国主席
- 關於中华人民共和国最高领导人，請見「中華人民共和國最高領導人」。
- 關於中华人民共和国行宪前和废除国家主席时期的国家代表，請見「中华人民共和国国家元首列表」。

中华人民共和国主席，简称中国国家主席、国家主席，是中华人民共和国的国家机构，为礼仪性和象征性的国家代表，地位从属于全国人民代表大会，与全国人大常委会共同行使职权，是目前中华人民共和国政治排名第二的正国级职务。
根据《中华人民共和国宪法》规定，国家主席的主要职能是根据全国人大或其常委会的决定签发主席令和代表中华人民共和国进行国事和外交活动。国家主席也是国家机构之一，国家主席机构处于最高国家权力机关全国人民代表大会的从属地位。
中华人民共和国的政体是人民代表大会制度，国家主席是不掌握实权的国家代表。国家主席不领导任何国家机关，不承担行政、立法、军事权力与责任，仅负责签署全国人大及常委会通过的法令。不过自江泽民以来的国家主席，由于均同时担任中共中央总书记和中央军委主席，而成为实际的最高领导人。
国家主席职务自1954年召开的第一届全国人民代表大会以后开始设立。1968年文化大革命期间，时任国家主席刘少奇被罢免后开始缺位，1975年第四届全国人民代表大会通过的第二部《宪法》废除此一职务。1982年通过的第四部《宪法》恢复主席和副主席设置。

## 职权
根据《中华人民共和国宪法》第三章第二节規定，中华人民共和国主席行使下列职权：
|  | 第八十条 中华人民共和国主席根据全国人民代表大会的决定和全国人民代表大会常务委员会的决定，公布法律，任免国务院总理、副总理、国务委员、各部部长、各委员会主任、审计长、秘书长，授予国家的勋章和荣誉称号，发布特赦令，宣布进入紧急状态，宣布战争状态，发布动员令。 第八十一条 中华人民共和国主席代表中华人民共和国，进行国事活动，接受外国使节；根据全国人民代表大会常务委员会的决定，派遣和召回驻外全权代表，批准和废除同外国缔结的条约和重要协定。 |

根据《中华人民共和国国家勋章和国家荣誉称号法》第八条規定，中华人民共和国主席行使下列职权：
|  | 第八条 中华人民共和国主席进行国事活动，可以直接授予外国政要、国际友人等人士“友谊勋章”。 |

除《宪法》第八十一條規定国家主席可以進行国事活动、接受外國使節外，国家主席的其他职权均需根据全国人大及其常委会的决定执行。

## 机构设置
根据《中华人民共和国宪法》第八十二条规定，中华人民共和国副主席协助主席工作，国家副主席受主席的委托，可以代行主席的部分职权。
中华人民共和国主席设置中华人民共和国主席办公室，作为国家主席日常办事机构。

## 历任主席
| 任次                                                                     | 肖像                               | 姓名                               | 所属政党                           | 上任日期                           | 卸任日期                           | 在职时间                           | 国家副主席 | 是否曾为国家副主席 |
| 中央人民政府主席（1949年－1954年）                                       | 中央人民政府主席（1949年－1954年） | 中央人民政府主席（1949年－1954年） | 中央人民政府主席（1949年－1954年） | 中央人民政府主席（1949年－1954年） | 中央人民政府主席（1949年－1954年） | 中央人民政府主席（1949年－1954年） | 中央人民政府主席（1949年－1954年）                                                                                    | 中央人民政府主席（1949年－1954年）                                                                                    |
| ------------------------------------------------------------------------ | ---------------------------------- | ---------------------------------- | ---------------------------------- | ---------------------------------- | ---------------------------------- | ---------------------------------- | --- | --- |
| 1                                                                        |                                    | 毛泽东                             | 中国共产党                         | 1949年10月1日                      | 1954年9月27日                      | 4年361天                           | 朱德、刘少奇、宋庆龄、张澜、李济深、高岗                                                                              | 否 |
| 中华人民共和国主席（1954年－1968年）                                     |                                    |                                    |                                    |                                    |                                    |                                    | | |
| 1                                                                        |                                    | 毛泽东                             | 中国共产党                         | 1954年9月27日                      | 1959年4月27日                      | 4年212天                           | 朱德 | 否 |
| 2                                                                        |                                    | 刘少奇                             | 中国共产党                         | 1959年4月27日                      | 1968年10月31日 （未依宪罢免）      | 9年187天                           | 宋庆龄、董必武 | 是 |
| 主席缺位及代理主席时期（1968年－1975年）                                 |                                    |                                    |                                    |                                    |                                    |                                    | | |
|                                                                          |                                    | 宋庆龄                             | 中国国民党革命委员会               | 1968年10月31日                     | 1972年2月24日                      | 3年116天                           | 与董必武以国家副主席身份共同代行国家主席职权                                                                          | 与董必武以国家副主席身份共同代行国家主席职权                                                                          |
|                                                                          |                                    | 董必武                             | 中国共产党                         | 1968年10月31日                     | 1975年1月17日                      | 6年78天                            | 1968年至1972年，与宋庆龄以国家副主席身份共同代行国家主席职权；1972年2月起，以“中华人民共和国代主席”名义行国家主席职权 | 1968年至1972年，与宋庆龄以国家副主席身份共同代行国家主席职权；1972年2月起，以“中华人民共和国代主席”名义行国家主席职权 |
| 1975年至1982年的宪法不设国家主席，改由全国人大常委会委员长行使部分职权。 |                                    |                                    |                                    |                                    |                                    |                                    | | |
| 中华人民共和国主席（1983年－至今）                                       |                                    |                                    |                                    |                                    |                                    |                                    | | |
| 3                                                                        |                                    | 李先念                             | 中国共产党                         | 1983年6月18日                      | 1988年4月8日                       | 4年295天                           | 乌兰夫 | 否 |
| 4                                                                        |                                    | 杨尚昆                             | 中国共产党                         | 1988年4月8日                       | 1993年3月27日                      | 4年353天                           | 王震 | 否 |
| 5                                                                        |                                    | 江泽民                             | 中国共产党                         | 1993年3月27日                      | 2003年3月15日                      | 9年353天                           | 荣毅仁 ↓ 胡锦涛 | 否 |
| 6                                                                        |                                    | 胡锦涛                             | 中国共产党                         | 2003年3月15日                      | 2013年3月14日                      | 9年364天                           | 曾庆红 ↓ 习近平 | 是 |
| 7                                                                        |                                    | 习近平                             | 中国共产党                         | 2013年3月14日                      | 現任                               | 12年37天                           | 李源潮 ↓ 王岐山 ↓ 韩正                                                                                                | 是 |

## 沿革
中华人民共和国主席的设立大致可分为四个阶段：即1949年中华人民共和国成立至1954年第一部《宪法》的颁布，此时只有中央人民政府主席一职；1954年国家主席的设立至1975年第二部《宪法》对国家主席的废除；自1975年国家主席在《宪法》上的缺位至1982年第四部《宪法》对国家主席的恢复；以及1982年至今国家主席制度的稳步发展时期，其中在80年代至90年代初由资历深厚的中共元老担任，至90年代初国家主席开始由具有实权的中共中央总书记兼任，在职位本身未变的情况下其实际地位职权发生了变化。

### 建国初期
中华人民共和国建国至1954年行憲之间，在国家机构体系中，没有设置专门的国家主席，行使国家主席职权的国家机关是中央人民政府委员会。中央人民政府委员会设主席1名（中央人民政府主席），副主席6名，委员56名，秘书长1名。中央人民政府主席主持中央人民政府委员会会议和领导中央人民政府委员会的工作，在国家政治生活中发挥着重要作用。但中央人民政府主席不是一个独立的国家机关，名义上不是国家元首，而只是中央人民政府委员会的组成人员，不过在实际上主席行使了一部份属于国家元首的职权。因此，在中华人民共和国建立至1954年9月，中央人民政府主席实际上被视为国家主席的前身。

### 1954年宪法
1954年3月23日，在中华人民共和国宪法起草委员会第一次会议上，中共中央主席毛泽东在解释为什么要设国家主席时说：“为了保证国家安全起见，设了个主席。我们中国是一个大国，叠床架屋地设个主席，目的是为着使国家更加安全。有议长，有总理，又有个主席，就更安全些，不至于三个地方同时都出毛病。”宪法起草委员会的成员对于国家主席的职权问题进行过多次讨论，他们曾设想将主席的权力定得低一些，超脱一点，让主席只相当于“半个伏罗希洛夫（时任苏联最高苏维埃主席团主席，苏联名义上的国家元首）”，“主席可以提出建议，建议不起决定作用，人家愿理就理，不理拉倒，毫无办法。”但是，这并不是意味着主席什么事情也不干。因为主席还可以“担任国防委员会主席”，“在必要的时候召开最高国务会议”。
1954年9月召开的第一届全国人民代表大会第一次會議制定了第一部《中华人民共和国宪法》。《中华人民共和国宪法》规定，在全国人民代表大会之下设立常务委员会和中华人民共和国主席，取消中央人民政府委员会，国家主席是政治体制中一个独立的国家机关，既是国家的代表，又是国家的象征。同时第一部《宪法》还对国家主席的产生、任期、地位和职权等一系列问题予以明确的规定。
1954年至1965年，中華人民共和國的主席制度基本上正常运转。1954年9月至1959年4月，毛泽东和朱德分别担任国家主席和副主席。毛泽东在任期届满后不再连任国家主席，但继续担任中共中央主席和中共中央军委主席的职务。1959年和1965年，中共中央副主席刘少奇两次当选为国家主席。在1954年至1965年期间，国家主席根据全国人民代表大会及其常务委员会的决定，公布了大批的法律法令，多次召开了最高国务会议，接见外国使节，並进行了其他许多有关的职务活动。
文化大革命期间，时任国家主席刘少奇在1968年10月召开的中共八届十二中全会上被“撤销其党内外一切职务”，由于没有召开全国人大会议，该罢免案属于违宪。1980年2月召开的中共十一届五中全会通过了为刘少奇平反的决议，恢复其名誉。1968年至1975年间，国家主席长期处于空缺状态，先后由国家副主席（宋庆龄和董必武二人）和代主席（董必武一人）代理职务。

### 缺位和废除
刘少奇死后，中国共产党主席毛泽东有意废除国家主席一职，但其法定接班人林彪及多数中央领导人均不同意，甚至为国家主席的存废，而引起严重争执及后来的九一三事件。
1975年1月17日，第四届全国人民代表大会第一次会议通过了中华人民共和国成立后的第二部《宪法》。《七五宪法》正式取消了国家主席的建制，改由全國人大常委會行使國家元首職責。1978年3月5日，第五届全国人民代表大会第一次会议通过了中华人民共和国成立后的第三部《宪法》。《七八宪法》仍然坚持不设置国家主席。不过，1978年《宪法》把1954年《宪法》所规定的由国家主席行使的一些职权，改为由中国共产党中央委员会和中央委员会主席行使，包括：提名国务院总理及统率全国武装力量。另外，接受外国使节；根据全国人民代表大会或者全国人民代表大会常务委员会的决定，公布法律和法令，派遣和召回驻外全权代表，批准同外国缔结的条约，授予国家的荣誉称号的重要职权，改为由全国人大常委会委员长代表全国人大常委会行使，而委员长在当时被视为国家元首。

### 1982年宪法

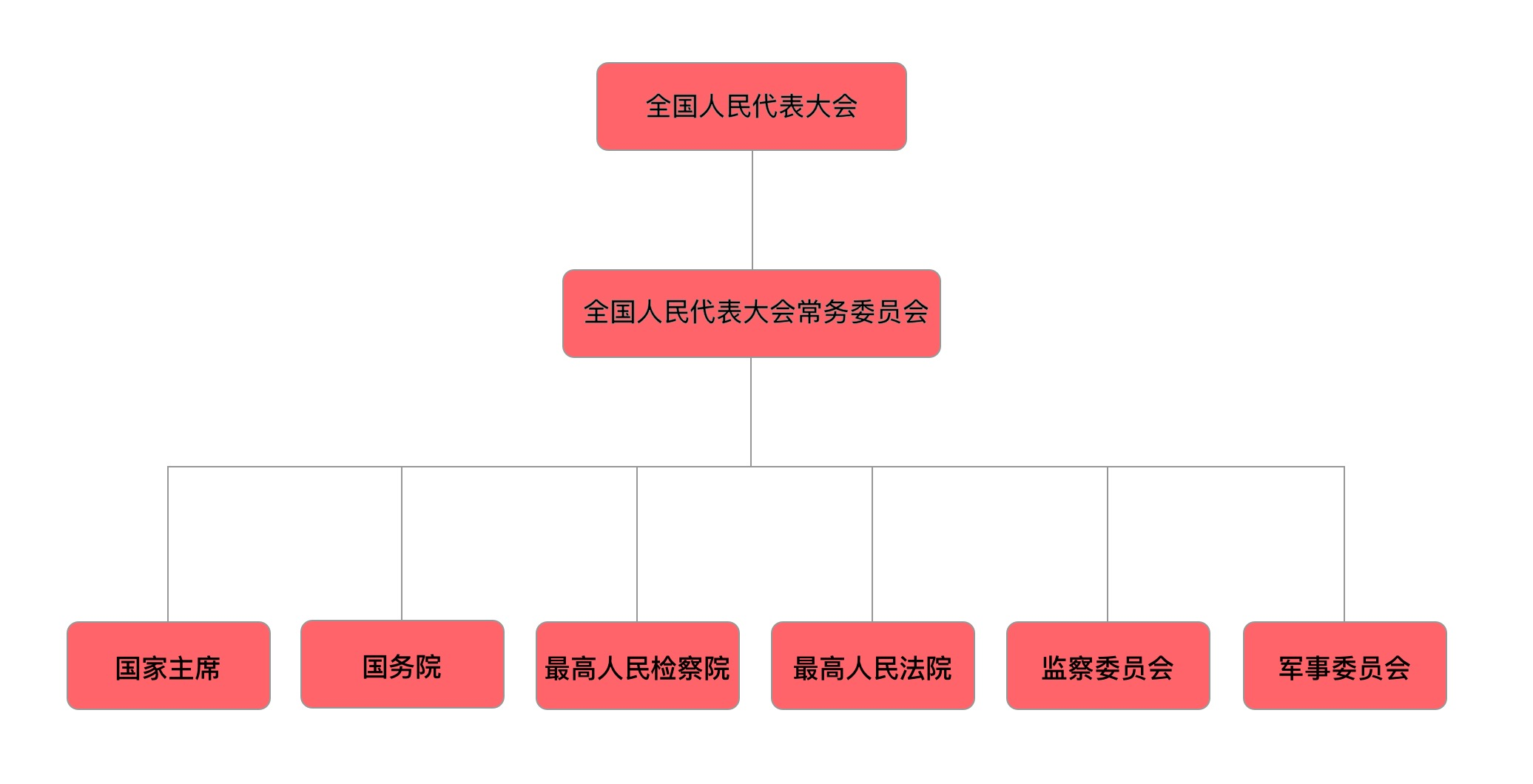
国家主席与其它国家机构的关系

1982年12月4日，第五届全国人民代表大会第五次会议通过了中华人民共和国成立后的第四部《宪法》，即《八二宪法》，在国家机构一章中恢复关于中华人民共和国主席的规定，重新设置国家主席、副主席职务，但取消了《五四宪法》中赋予国家主席的两项职权，包括召开最高国务会议和担任国防委员会主席，失去了宪法赋予的行政参与权、立法提案权和名义上的军事统帅权，也不再设立作为国家主席办事机构的中华人民共和国主席办公厅，国家主席成为虚位元首。在八二宪法审议过程中，邓小平指出：“还是要设国家主席，有国家主席代表国家比较好，但是对国家主席的职权可以规定得虚一点，不要管具体工作，不要干涉具体政务。”
根据《八二宪法》的规定，国家主席没有实际权力，但历任国家主席均由中共中央政治局委员以上级别的高级党员担任，其实权来自同时担任的其他职务。自江泽民开始，国家主席与中共中央总书记和中央军委主席三职由同一人擔任而握有實權，胡锦涛、习近平也承此慣例。虽然宪法上国家主席没有权力，但作为中华人民共和国国家元首（宪法没有明确规定），对外的最高代表，纵观历任人选，即使不是由中国共产党最高领导人兼任，也是由党内举足轻重的人物担任。
1983年6月，中共元老李先念和乌兰夫分别当选国家主席和副主席。1988年，中共元老杨尚昆和王震接任国家主席和副主席的职务。1982年《宪法》雖于1988年4月、1993年3月、1999年3月、2004年3月和2018年3月经过了五次修正，但每次都继续維持国家主席、副主席的设置，从而使国家主席制度得到确立。
随着中国进行改革开放，对外交流不断增加，领导人外访和接待外宾的次数也越来越多，在杨尚昆的任期届满后，当时的中共中央总书记、中央军委主席江泽民接任国家主席一职，从此共产党的最高领导人兼任国家主席以获得国家代表的身份开始制度化，现任中共中央总书记习近平在胡锦涛卸任国家主席后也承继这“三位一体”的惯例。国家主席职务让最高领导人有了代表国家的身份，在国际上进行元首外交、国事访问和出席国际会议等国事活动。
2018年3月11日，第十三届全国人民代表大会第一次会议通过的宪法修正案刪除了国家主席连任不得超过两届的任期限制，不过没有增加任何权力，其“虚位元首”的性质不变。
2023年3月10日，習近平在十四屆全國人大一次會議上再次當選中華人民共和國主席，是中華人民共和國歷史上第一位任期超過十年、開展第三個任期的國家主席。

## 规章制度

### 选举和任免
全国人民代表大会有权选举和罢免国家主席。依据《中华人民共和国宪法》，中华人民共和国主席由全国人民代表大会会议主席团提名，由全国人民代表大会根据《宪法》第六十二条选举产生，任期同全国人民代表大会每届任期相同。《宪法》第七十九条同时规定：国家主席必须是年满45岁并有选举权及被选举权的中华人民共和国公民。实务中，全国人民代表大会会议主席团的提名一般均根据中共中央的建议并依照《全国人民代表大会组织法》，经过各省自治区代表团的协商从而正式确定候选人名单。国家主席候选人名单人数可以为一人或多人，但实务中基本只有一人（等额选举）。
根据《宪法》第七十九条规定：中华人民共和国主席、副主席由全国人民代表大会选举。全国人大代表在选举国家主席时可以对候选人投出同意、否决、弃权或另选他人，共计四个选项。全国人大代表国家主席候选人需要获得至少全部全国人大代表总数的半数选票可当选。以2018年的第十三屆全國人大为例，代表为2,970人，则国家主席或副主席候选人至少需要1,486票便可当选。若一位全国人民代表大会代表希望提名主席团名单以外的其他人担任国家主席或副主席，必须先否决主席团名单中所提名人选并在“另选他人”一栏中填写该人的姓名。如第十二届全国人民代表大会第一次会议中，除主席团提名之国家副主席候选人李源潮以外，另有2名代表另选刘云山、1名代表另选李鸿忠、1名代表另选汪洋、1名代表另选袁纯清、1名代表另选潘逸阳。
《憲法》第八十二至八十四條規定，中华人民共和国副主席协助主席工作。國家副主席受主席的委托，可以代行主席的部分職權。如果国家主席出缺，由副主席继任；国家副主席缺位时，由全国人民代表大会补选。在国家主席、副主席都缺位时，由全国人民代表大会补选；在补选以前，由全国人民代表大会常务委员会委员长暂时代理主席职位。
2018年2月25日，中国共产党中央委员会向全国人民代表大会提出《中共中央关于修改宪法部分内容的建议》，建议取消宪法中“国家主席与副主席连续任职不得超过两届”的规定。3月11日，第十三届全国人民代表大会第一次会议通过《中华人民共和国宪法修正案》，决定取消对国家主席、副主席连任次数的限制。

### 政治排名
由于身兼中国共产党中央委员会主席，所以毛泽东担任国家主席时在党内的排名同样处于首位。1959年刘少奇接任国家主席时，他是排名第一的中共中央副主席，党内地位仅次于党主席毛泽东名列第二。文化大革命爆发后，刘少奇失去了党中央副主席的头衔，虽然保留了政治局常委职务，但排名降至第八位，随后被开除出党。李先念作为相隔15年后的另一位国家主席，在中央政治局常委中排名第五，在国务院总理之后。到了杨尚昆担任国家主席时，他没有进政治局常委会，但与其他领导人同时列席时排名第三，仅次于总书记赵紫阳和军委主席邓小平。从1993年江泽民以中共中央总书记身份兼任国家主席开始，国家主席在时隔34年后再次排名党内首位。不过根据中国官方的政治排名，中共中央总书记的地位还是在国家主席之上，领导人的头衔依官方次序为“中共中央总书记、国家主席、中央军委主席”。

### 就职誓詞
自2018年開始，國家主席選出後，須在人民大会堂宣誓就職，而其宣誓詞內容如下：
依據《中华人民共和国宪法》第二十七條規定，中華人民共和國主席應進行宪法宣誓方得就任。宣誓詞內容如下：
|                                          | 我宣誓：忠于中华人民共和国宪法，维护宪法权威，履行法定职责，忠于祖国、忠于人民，恪尽职守、廉洁奉公，接受人民监督，为建设富强民主文明和谐美丽的社会主义现代化强国努力奋斗！ |
| ——習近平就任中國國家主席並於會中宣讀誓詞 | |

## 在世前任主席
截至2025年4月，在世的前任中华人民共和国主席有1位：
| 姓名   | 任期                         | 出生日期和年齡 |
| ------ | ---------------------------- | -------------- |
| 胡锦涛 | 2003年3月15日－2013年3月14日 | 1942年12月21日 |

最近去世的一位前任中华人民共和国主席是江泽民，他于2022年11月30日在上海去世，享年96岁。